# Art anglosaxó

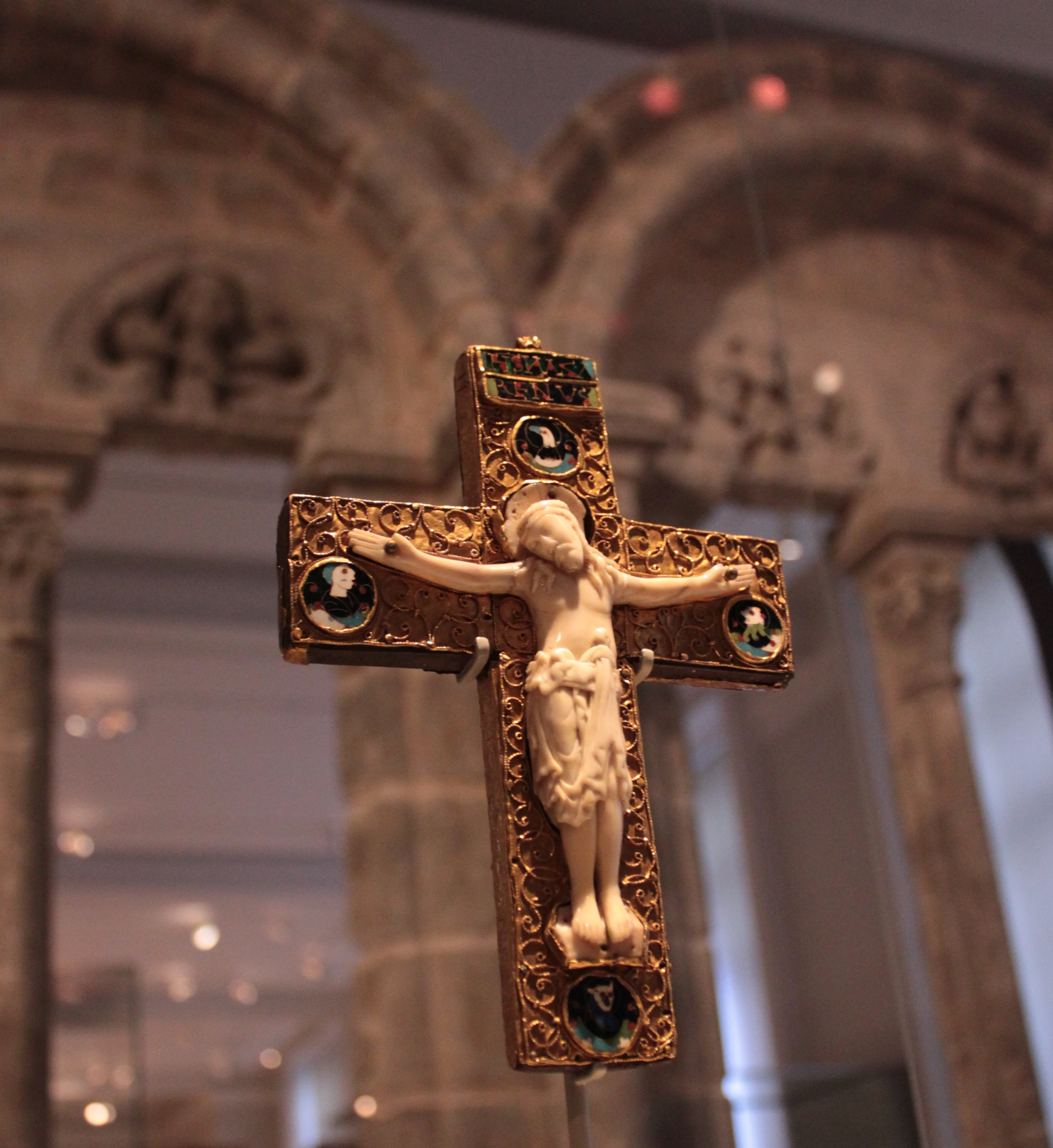
Creu-reliquiari, exposada al Victoria and Albert Museum

L'art anglosaxó és aquell que es va generar a la Gran Bretanya des de finals del segle v fins a la conquesta normanda d'Anglaterra, i es va elaborar tant en pintura com escultura, i també arquitectura.
Abans del segle ix, el manuscrit il·luminat va ser l'estil artístic predominant amb dues tendències diferents: una conreada a Canterbury, on es produïen obres segons la tradició clàssica, portada a Anglaterra pels missioners romans; i un altre corrent més influent practicat al Regne de Northúmbria, on es realitzaven obres inspirades per l'estímul de l'aprenentatge que van inculcar els predicadors irlandesos.
Les formes curvilínies, les espirals i els patrons entrecreuats de l'art celta introduït pels monjos irlandesos, van ser integrats en l'ornamentació abstracta i acolorida de la metal·listeria tradicional anglosaxona. Després dels resultats destructius de les invasions daneses del segle ix, els monestirs van ser revitalitzats i l'interès per l'arquitectura va créixer.
L'activitat edificadora consistia en petites esglésies influenciades pels estils de l'Europa continental, particularment el de França, per exemple, l'original abadia de Westminster creada entre els anys 1045 i 1050, que va ser reconstruïda el 1245. La restauració monàstica va transcendir en la producció de molts llibres i la instauració de l'estil Winchester a finals del segle x.